# Spaelotis ravida
Spaelotis ravida là một loài bướm đêm trong họ Noctuidae.

## Hình ảnh

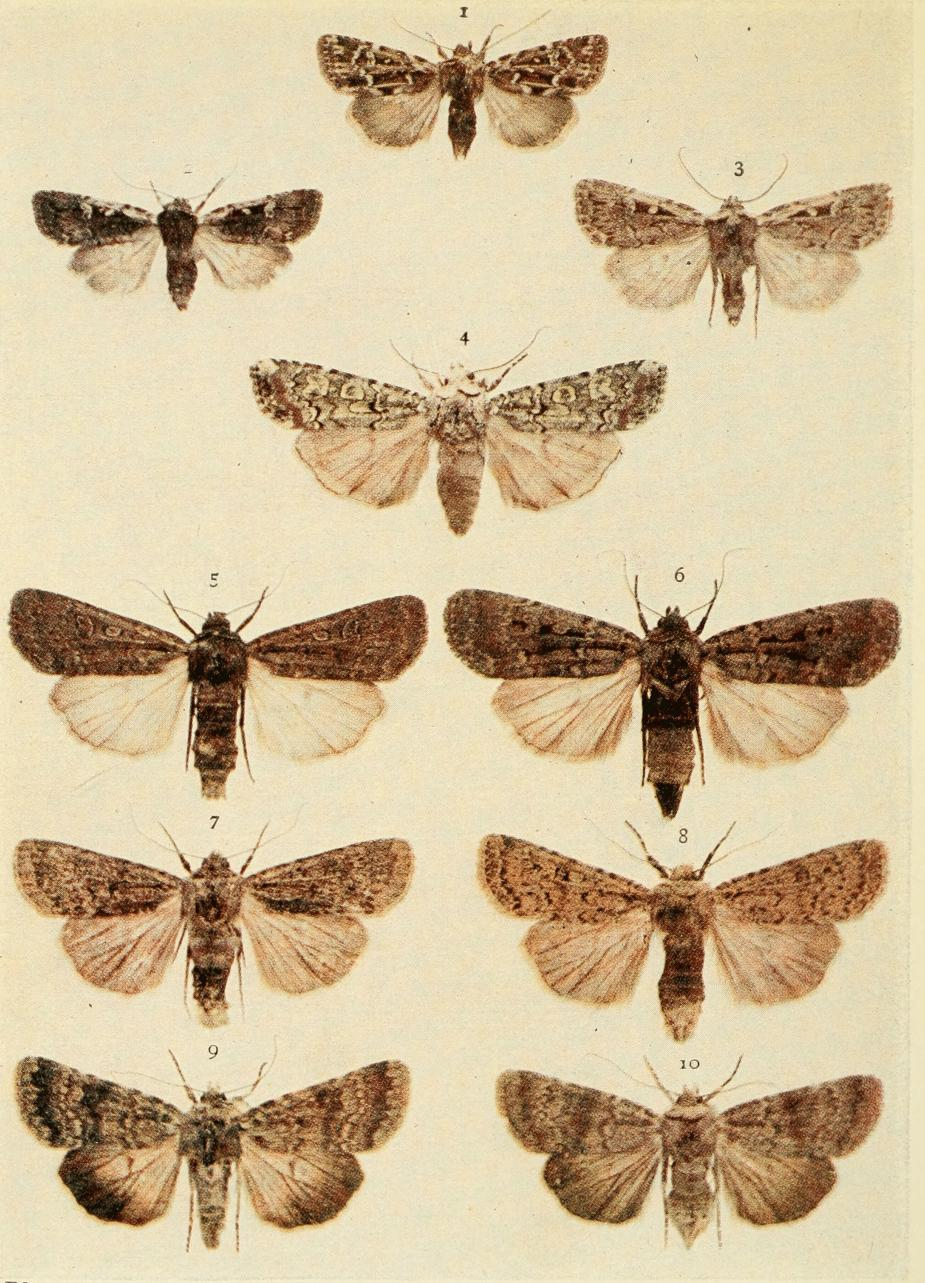